# Sub Pop
Sub Pop este o casă de discuri americană fondată în anul 1986.